# پشه شته‌خوار
پشه شته‌خوار (نام علمی: آفیدولتس آفیدیمیزا) (به انگلیسی: Aphidoletes aphidimyza) نیز شناخته می‌شود، یک مگس‌ریزه است که لارو آن از بیش از ۷۰ گونه شته، از جمله شته سبز هلو، تغذیه می‌نماید.

## توصیف
پشه‌های بالغ کوچک (کمتر از ۱⁄۸ اینچ (۳٫۲ میلیمتر) طول)، ظریف و سیاه‌رنگ هستند و به‌طور متوسط ۱۰ روز زنده می‌مانند و از عسلک شته‌ها تغذیه می‌کنند. آن‌ها در روز در زیر برگ‌ها پنهان می‌شوند و در شب فعال هستند.